# Martin Johnsrud Sundby
Martin Johnsrud Sundby (Oslo; 26 de septiembre de 1984) es un esquiador de fondo noruego. Ganó dos medallas de oro y una plata en los  Juegos Olímpicos de Pieonchang 2018. Fue el primer noruego en ganar el Tour de Ski.

## Carrera
La primera victoria individual en una Copa Mundial para Martin Johnsrud Sundby fue el 30 de noviembre de 2008 en una carrera de estilo clásico de quince kilómetros en Ruka. Sundby y su compatriota Therese Johaug fueron los primeros noruegos en ganar el Tour de Ski cuando vencieron en las competencias masculina y femenina, respectivamente, en la edición de 2013-2014 de la carrera. Posteriormente en la Copa del Mundo de Esquí de Fondo de 2014 fue campeón de la general con 1538 puntos y venció en distancia con 652 puntos. También alcanzó la primera posición en la edición inaugural del Ski Tour Canada, pese a iniciar por detrás de Sergéi Ustiugov y Petter Northug en la etapa final.

### Campeonatos Mundiales
En el Campeonato Mundial de Esquí Nórdico de 2011 colaboró con un tiempo de 26:05.7 minutos para el oro que el equipo noruego, conformado por Johnsrud Sundby, Eldar Rønning, Tord Asle Gjerdalen y Petter Northug, ganó en los relevos. En esa misma competencia, ganó el bronce en la prueba de quince kilómetros, por detrás del finés Matti Heikkinen y su compatriota Eldar Rønning. Dos años después, alcanzó la plata en la competencia de esquiatlón con un tiempo de 1:13:11.1.
Posteriormente, en 2017, también formó parte del equipo noruego en la competición de relevos y ayudó con un tiempo de 26:32.5 minutos para un total de 1:37:20.1 horas, que los colocó en la primera posición. En el mismo campeonato, logró dos medallas de plata más: en la prueba de esquiatlón de treinta kilómetros con un tiempo de 1:09:23.4 horas y en la individual de quince kilómetros, por detrás del finés Iivo Niskanen y su compatriota Niklas Dyrhaug.

### Juegos Olímpicos
En los Juegos Olímpicos de Vancouver 2010 logró la medalla de plata en la competición por relevos. Cuatro años después, en Sochi 2014, obtuvo su primera medalla olímpica individual con el bronce en el esquiatlón. Posteriormente, en Pyeongchang 2018, finalizó en segundo lugar en la misma prueba. Compartió el podio con sus compatriotas Simen Hegstad Krüger (oro) y Hans Christer Holund (bronce). En la competición de relevos 4 × 10 kilómetros, el equipo noruego, conformado por Johnsrud Sundby, Didrik Tønseth, Simen Hegstad Krüger y Johannes Høsflot Klæbo consiguieron el oro con un tiempo de 1 hora, 33 minutos y 4.9 segundos, superando al equipo ruso y francés. Más tarde, Johnsrud Sundby ganó el oro junto con Høsflot Klæbo en la competencia del sprint masculino por equipos. Ambos vencieron, con 15:56.26 minutos, a los rusos Denis Spitsov y Alexandr Bolshunov y a los franceses Maurice Manificat y Richard Jouve.

### Caso de dopaje
En 2016, perdió sus títulos general de la Copa Mundial y del Tour de Ski debido a un caso de dopaje. En julio de ese año, el Tribunal de Arbitraje Deportivo le suspendió por dos meses por fallar dos exámenes antidopaje por salbutamol, medicamento que utiliza como tratamiento para su asma. El uso excedió el límite de 1000 ng/ml en dos pruebas realizadas el 13 de diciembre de 2014 y el 8 de enero de 2015. Sin embargo, por existir una «justificación médica» para su uso, el Tribunal le aplicó una sanción menor. Además, la federación asumió la responsabilidad y anunció que le compensaría con alrededor de 130 mil dólares.

## Palmarés internacional
| Juegos Olímpicos   | Juegos Olímpicos            | Juegos Olímpicos  | Juegos Olímpicos     |
| Año                | Lugar                       | Medalla           | Prueba               |
| ------------------ | --------------------------- | ----------------- | -------------------- |
| 2010               | Vancouver (Canadá)          | Medalla de plata  | Relevo 4 × 10 km     |
| 2014               | Sochi (Rusia)               | Medalla de bronce | 30 km                |
| 2018               | Pyeongchang (Corea del Sur) | Medalla de oro    | Velocidad por equipo |
| 2018               | Pyeongchang (Corea del Sur) | Medalla de oro    | Relevo 4 × 10 km     |
| 2018               | Pyeongchang (Corea del Sur) | Medalla de plata  | 30 km                |
| Campeonato Mundial |                             |                   |                      |
| Año                | Lugar                       | Medalla           | Prueba               |
| 2011               | Oslo (Noruega)              | Medalla de oro    | Relevo 4 × 10 km     |
| 2011               | Oslo (Noruega)              | Medalla de bronce | 15 km                |
| 2013               | Val di Fiemme (Italia)      | Medalla de plata  | 30 km                |
| 2017               | Lahti (Finlandia)           | Medalla de oro    | Relevo 4 × 10 km     |
| 2017               | Lahti (Finlandia)           | Medalla de plata  | 15 km                |
| 2017               | Lahti (Finlandia)           | Medalla de plata  | 30 km                |
| 2019               | Seefeld (Austria)           | Medalla de oro    | 15 km                |
| 2019               | Seefeld (Austria)           | Medalla de oro    | Relevo 4 × 10 km     |
| 2019               | Seefeld (Austria)           | Medalla de bronce | 30 km                |